# 孟加拉航空147號班機劫機事件
孟加拉航空147號班機為2019年2月24日預定由孟加拉國達卡沙阿賈拉勒國際機場經吉大港沙赫阿馬納國際機場飛往阿拉伯聯合大公國杜拜國際機場的航班，於達卡東南方252公里處由單獨犯案的恐怖份子Polash Ahmed劫機，該航班緊急降落於吉大港沙赫阿馬納國際機場，劫機者隨後被孟加拉國特種部隊擊斃。有報導稱機上有一名空服員被射傷，其他空服員與所有乘客均未受傷。

## 經過
根據線上航班追蹤軟體FlightAware顯示，本次航班的客機（S2-AHV）當天稍早已執飛了三段航程，第一段為10:18由達卡沙阿賈拉勒國際機場飛往吉大港沙赫阿馬納國際機場的孟加拉航空1203號航班，第二段為14:43由吉大港飛回達卡的孟加拉航空1204號航班，第三段則為載運孟加拉國總理謝赫·哈西娜由達卡至吉大港的私人航班。17:13本客機執飛由達卡經吉大港飛往杜拜的孟加拉航空147號航班。
起飛後約15分鐘，劫機者Polash Ahmed迫使機長將航班緊急降落於吉大港沙赫阿馬納國際機場（即原本預定的中停點），降落後孟加拉國特種部隊成員迅速登機，但劫機者拒絕投降，並要求與自己的前妻與孟加拉國總理對話，隨後被特種部隊成員擊斃。有乘客表示劫機者持有一手槍，威脅要射擊其他乘客，還宣稱其行李中有炸彈，但警方隨後表示其手槍並非真槍。特種部隊發言人表示並無證據顯示劫機者與曾在孟加拉國犯案的恐怖組織有所關聯。

## 嫌犯
經指紋比對後，警方發現劫機者Polash Ahmed曾於2012年2月犯下一起綁架案。其父為納拉揚甘傑市一家雜貨店的店主，他向媒體表示嫌犯生於1994年。另外他還是孟加拉女演員Shimla的前夫。